# Bacino di Ouled Abdoun

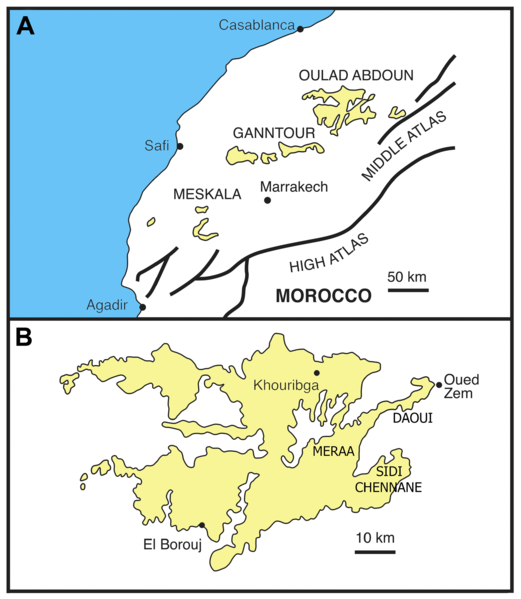
I principali bacini di fosfato (in giallo) del Marocco.

Il bacino di Ouled Abdoun (o bacino di Oulad Abdoun o bacino di Khouribga) è un bacino sedimentario ricco in fosfati, situato vicino alla città di Khouribga, in Marocco.
È il più vasto bacino di fosfati del Marocco, e rappresenta circa il 44% delle riserve di fosfati del paese, stimate in almeno 26,8 miliardi di tonnellate.
Il bacino è anche un importante sito di vertebrati fossili, con depositi che vanno dal Cretaceo superiore (Cenomaniano-Turoniano) all'Eocene (Ypresiano), coprendo un periodo di 25 milioni di anni.

## Geografia
Il bacino di Oulad Abdoun è situato a ovest dei monti dell'Atlante, nei pressi della città di Khouribga.
Il deposito di fosfati si estende su di un'area di 4500 km2 ed è il più grande e il più settentrionale dei bacini fosfatieri del Marocco che includono anche il bacino Ganntour, il Meskala e l'Oued Eddahab (Laayoune-Baa).

## Fauna fossile
Il bacino di Oulad Abdoun copre un lasso temporale che va dal Cretaceo superiore all'Eocene e contiene abbondanti fossili di vertebrati marini tra cui squali, pesci ossei, tartarughe, coccodrilli e altri rettili, oltre a uccelli marini e un piccolo numero di mammiferi terrestri.